# Natalija Mieklin
Natalija Fiodorowna Mieklin-Krawcowa (ros. Наталия Фёдоровна Меклин-Кравцова; ur. 8 września 1922 w Łubniach, zm. 5 czerwca 2005 w Moskwie) – radziecka pilotka wojskowa, major, Bohater Związku Radzieckiego (1945).

## Życiorys
Dzieciństwo i młodość spędziła w Smile, Charkowie i Kijowie, do 1940 skończyła 10 klas szkoły i kijowski aeroklub, w latach 1940–1941 studiowała w Moskiewskim Instytucie Lotniczym. W lipcu i sierpniu 1941 uczestniczyła w budowie fortyfikacji w rejonie Briańska, a od października 1941 służyła w Armii Czerwonej, została szefem łączności eskadry 587. pułku lotnictwa bombowego w Nadwołżańskim Okręgu Wojskowym. W lutym 1942 ukończyła kursy szturmanów (nawigatorów) przy wojskowej lotniczej szkole pilotów w Engelsie i została szturmanem załogi żeńskiego nocnego pułku bombowego w Engelsie.
Od maja 1942 do maja 1945 walczyła w wojnie z Niemcami jako szef łączności eskadry, lotnik, starszy lotnik i dowódca klucza 588. nocnego pułku bombowego, później 46. gwardyjskiego nocnego pułku bombowego, od maja do lipca 1942 na Froncie Południowym, a od lipca do września 1942 Froncie Północno-Kaukaskim, od września 1942 do stycznia 1943 w Północnej Grupie Wojsk Frontu Zakaukaskiego, od stycznia do listopada 1943 ponownie na Froncie Północno-Kaukaskim, od listopada 1943 do maja 1944 w składzie Samodzielnej Armii Nadmorskiej, a od czerwca 1944 do maja 1945 w 2 Froncie Białoruskim. Uczestniczyła w bitwie o Kaukaz, wyzwoleniu Kubania, operacji kerczeńsko-eltigeńskiej, krymskiej, mohylewskiej, białostockiej, osowieckiej, mławsko-elbląskiej, pomorskiej i berlińskiej. Wykonała 980 lotów bojowych na bombowcu U-2 (Po-2), zrzucając bomby na siłę żywą i technikę wroga.
Po wojnie była dowódcą klucza Sił Wojskowo-Powietrznych Północnej Grupy Wojsk stacjonującej w Polsce, w październiku 1945 została przeniesiona do rezerwy, później studiowała na Wydziale Filologicznym Moskiewskiego Uniwersytetu Państwowego. W październiku i listopadzie 1947 była oficerem wydziału Głównego Zarządu Sił Wojskowo-Powietrznych, w 1953 ukończyła Wojskowy Instytut Języków Obcych i została referentką-tłumaczką w 6 Zarządzie Ministerstwa Obrony ZSRR, we wrześniu 1957 zakończyła służbę wojskową. W 1960–1961 pracowała w wydawnictwie wojskowym. Od stycznia 1956 była zamężna z Jurijem Krawcowem, którego nazwisko przyjęła. Od 1972 była członkinią Związku Pisarzy ZSRR/Federacji Rosyjskiej. Zginęła tragicznie. Została pochowana na Cmentarzu Trojekurowskim.

## Odznaczenia
- Złota Gwiazda Bohatera Związku Radzieckiego (23 lutego 1945)
- Order Lenina (23 lutego 1945)
- Order Czerwonego Sztandaru (trzykrotnie - 14 kwietnia 1944, 14 grudnia 1944 i 15 czerwca 1945)
- Order Wojny Ojczyźnianej I klasy (11 marca 1985)
- Order Wojny Ojczyźnianej II klasy (27 kwietnia 1943)
- Order Czerwonej Gwiazdy (11 stycznia 1942)
- Order Znak Honoru (7 września 1982)
- Medal Za Zasługi Bojowe (19 listopada 1951)

i inne.